# Szczyt NATO w Rzymie 2002
Szczyt NATO w Rzymie w 2002 – specjalny szczyt NATO, zorganizowany w Rzymie we Włoszech w dniu 28 maja 2002.
Na szczycie w Rzymie państwa członkowskie NATO oraz Federacja Rosyjska przyjęły deklarację rzymską "Relacje NATO-Rosja: Nowa Jakość", a w niej powołały do życia Radę NATO-Rosja, która zastąpiła dotychczasową Stałą Wspólną Radę NATO-Rosja.
Celem nowej Rady miało być rozwijanie współpracy we wzajemnych relacjach poprzez: "budowanie konsensusu, konsultacje, wspólne decyzje i wspólne akcje".